# ۱۱۷۹ (قمری)
۱۱۷۹ (قمری)، هزار و صد و هفتاد و نهمین سال در گاهشماری هجری قمری است. اول محرم این سال برابر با بیستم ژوئن سال ۱۷۶۵ میلادی است.

## وابسته
- زندیان
- عبدالمجید طالقانی